# Bleczepsin
Bleczepsin (ros. Блечепсин, adygejski Блащэпсынэ) – auł w Rosji, w Adygei, w rejonie koszechablskim, zamieszkany niemal wyłącznie przez Adygejczyków (według danych z 2002).